# Domenico Dall'Oglio
Domenico Dall'Oglio   (Pàdua, dècada del 1700 - Narva, 1764) fou un violinista i compositor italià.

## Biografia
Domenico dall'Oglio va néixer a Pàdua, Itàlia. Era conegut com un bon constructor de llaüts i violins, i probablement un autodidacta. No és gaire segur que hauria sigut deixeble de Giuseppe Tartini, ja sigui després de 1721 quan Tartini va ser nomenat mestre de Cappella a la basílica de Sant'Antonio a Pàdua, o potser després de 1726 quan Tartini va fundar la seva escola de violí. Aquesta idea sembla més el fruit de fantasia encomiàstica de biògrafs. La hipòtesi del musicòleg Mooser que hauria estudiat amb Antonio Vivaldi, rau també en un error i un confusió de noms.
El 1732 dall'Oglio va ser nomenat violinista a la basílica de Sant Antonio, però el 1735 va deixar Pàdua per anar a Rússia amb el seu germà petit Giuseppe (±1710-després 1794), violoncel·lista famós, que vivia a les corts de Rússia i Polònia. Els dos germans van romandre a Sant Petersburg durant gairebé 29 anys al servei de la cort imperial. Els registres judicials fan referència freqüent a les activitats de Domenico com a violinista i compositor virtuós i com a participant en les intrigues de la cort. Per a la relaxació li agradava construir instruments musicals - violins i llaüts. Va morir d'apoplèxia a la ciutat de Narva a Estònia, en el viatge de tornada a Itàlia.

## Estil musical
La majoria de les obres d'Oglio són composicions instrumentals, però a la cort imperial de Sant Petersburg, a falta del mestre de capella Francesco Araja, d'Oglio va ser reclamat diverses vegades per produir música per al teatre. Va ser mestre de l'estil virtuós italià del segle xviii, amb un ús freqüent de doble parada i passatges en altes posicions. Estructuralment, les seves sonates de violí segueixen la forma Allegro-Adagio-Allegro, en lloc de l'estructura acostumada Allegro-Grave/Largo-Allegro; Destaquen els lents moviments de les seves composicions, que han elaborat embelliments típics de l'escola de Tartini. Va ecriure unes sinfonies, precursor d'un segle de la moda d'integrar-hi temes del folklore rus.

## Composicions més importants[5]
- 12 sonates per a violí i violoncel o clavicèmbal (1738 Amsterdam)
- 6 sinfonies per a dos violins, viola i baix, Op.1 (1753, París)
- 2 sonates per a flauta i contrabaix
- 12 sonates per a violí i baix continu
- 4 sonates per a dos violins, viola i contrabaix
- Sinfonia Russa per a quatre violins (perduts)
- Diverses sinfonies a l'estil rus (perdut)
- Sinfonia per a dos clarinets, dos violins, timbis i contrabaix (perduts)
- Peces per a violeta i contrabaix
- 17 concerts de violí (amb dos violins, viola i violoncel violat)
- 10 sonates per a violí i baix
- La Russia afflitta (La afligida Rússia), pròleg i peces de Tito Vespasiano (La clemenza di Tito) de Johann Adolf Hasse (perdut)
- E soffrirò che si – Combattuto da più venti (I qui patirà: maltractat per diversos vents), recitatiu i d'ària per a soprano i cordes, per a Didone abbandonata de Francesco Zoppis
- Diversos ballets i música per al teatre